# Ivana Kováčová
Ivana Kováčová (ur. 24 lutego 1992 w Bratysławie) – słowacka gimnastyczka artystyczna i reprezentantka kadry narodowej.
Brała udział w Letnich Igrzyskach Olimpijskich 2008. Brała udział również w mistrzostwach świata, w tym Mistrzostwach Świata w Gimnastyce Artystycznej 2009 w Londynie w Wielkiej Brytanii.
Jest członkinią klubu AŠK Inter Bratislava i jej trenerem jest Naďa Miklošová.